# أيميه دوبونت
أيميه دوبونت (بالفرنسية: Aimé Dupont) هو مصور بلجيكي وفرنسي، ولد في 6 ديسمبر 1841 في بروكسل في بلجيكا، وتوفي في 16 فبراير 1900 في نيويورك في الولايات المتحدة بسبب سرطان المعدة.

## معرض صور

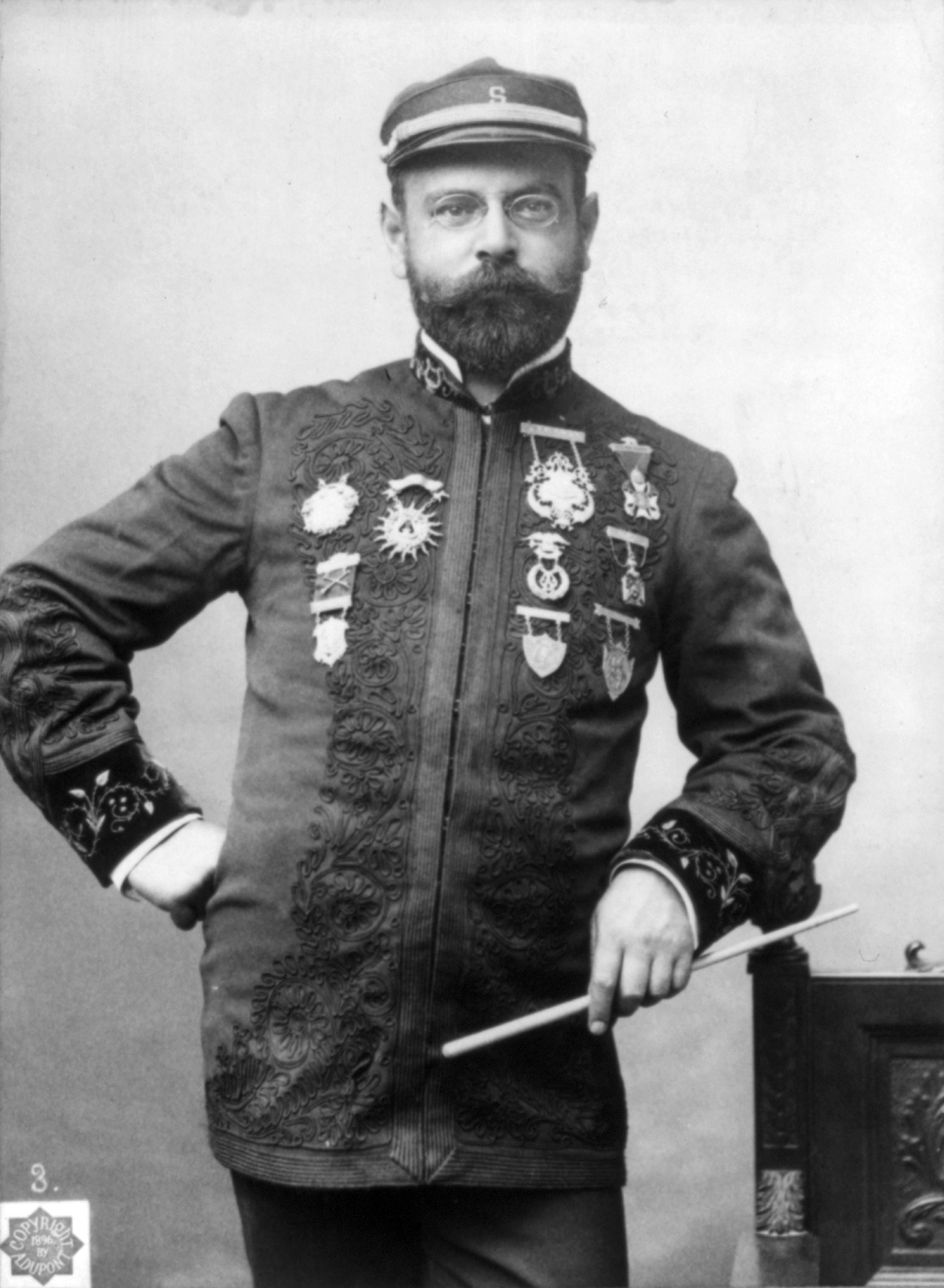
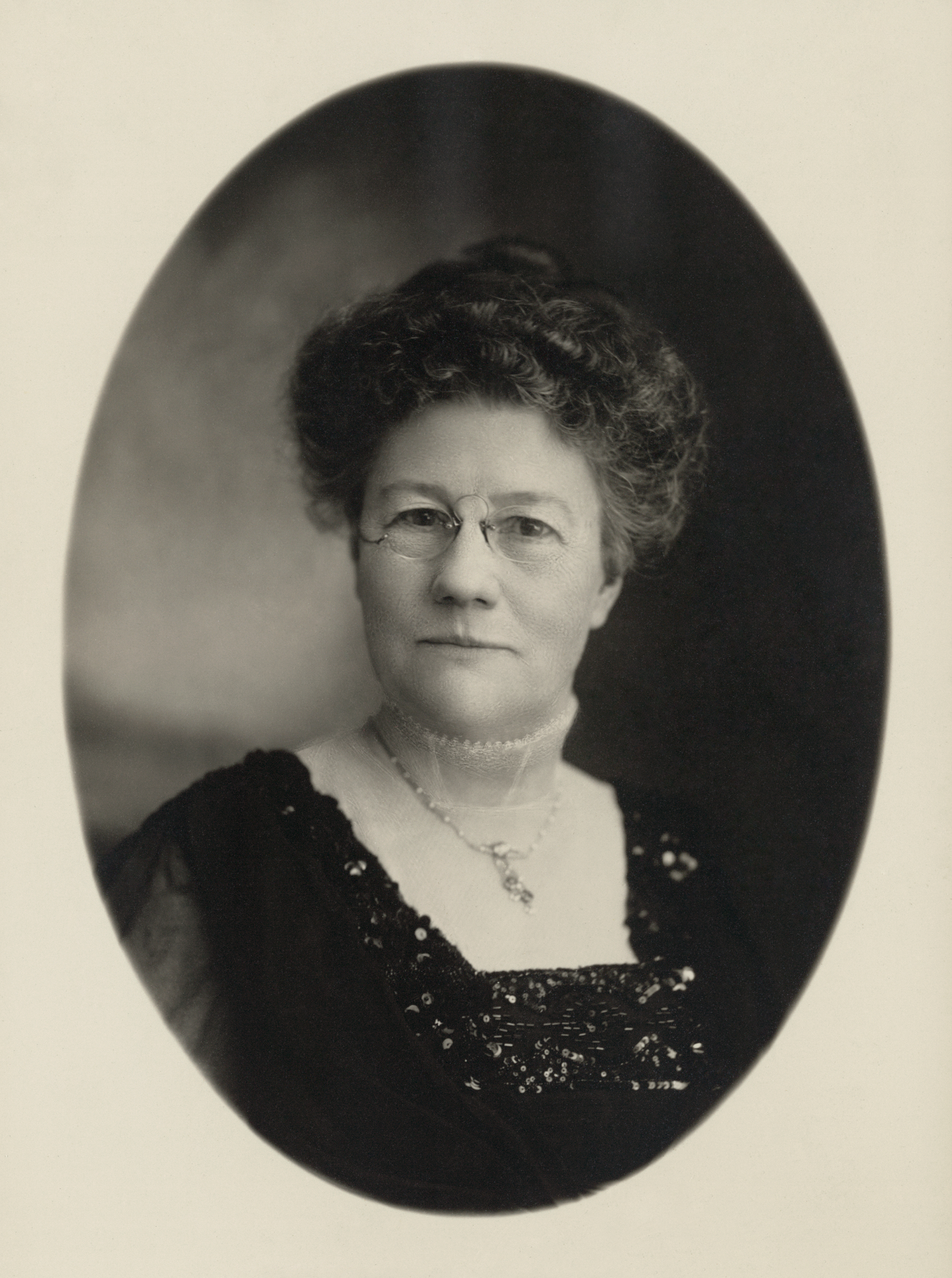
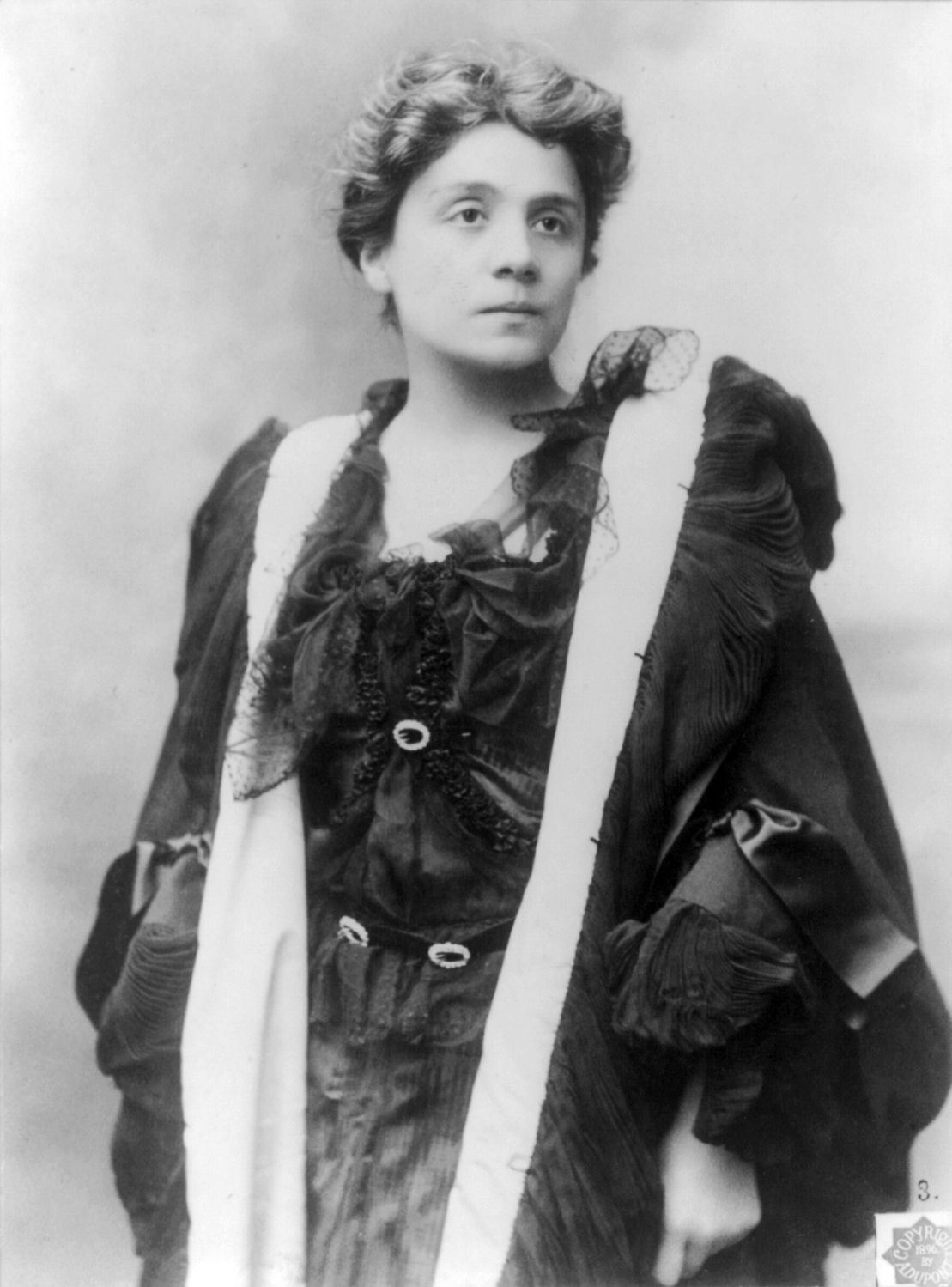